# عثمان باتور
عثمان باتور ((بالقازاقية: وسپان باتىر, Оспан-батыр)‏) (بالصينية: 欧斯曼·巴图尔) (بين ين ōusīmàn Bātúěr) (ولد عام 1899 — 29 أبريل 1951) ولد في مقاطعة كوكتوغاي، ولاية ألتاي، سنجان جمهورية الصين الشعبية.
يعتبر عثمان باتور أحد الأبطال في سنجان المعروفة تاريخيا بتركستان الشرقية، حيث كافح لأجل حرية الشعب الكازاخي. وبعد نضال طويل لنيل الحرية، تم القبض عليه في جنوب الولاية سنجان، وأرسل إلى أرومتشي حيث أعدم بتاريخ 29 أبريل 1951. وبعد موته فر أنصاره عبر جبال الهملايا. وقد تم نقلهم بعد ذلك إلى تركيا حيث لا يزالون إلى الآن.

## اقرأ أيضا
- نزوح الكازاخ من سنجان